# Fosso La Noce
Fosso La Noce este o arie protejată (sit de importanță comunitară — SCI, arie de protecție specială avifaunistică — SPA) din Italia întinsă pe o suprafață de 43 ha, integral pe uscat.

## Localizare
Centrul sitului Fosso La Noce este situat la coordonatele 40°20′14″N 16°41′08″E / 40.3371°N 16.6855°E.

## Înființare
Situl Fosso La Noce a fost declarat arie de protecție specială avifaunistică în august 2020 pentru a proteja 1 specie de plante și 37 de specii de animale. Situl a fost protejat și ca sit de importanță comunitară în decembrie 2020.

## Biodiversitate
Situată în ecoregiunea mediteraneană, aria protejată conține 3 habitate naturale: Păduri de Quercus ilex și Quercus rotundifolia, Tufărișuri termo-mediteraneene și de pre-deșert, Galerii de Salix alba și de Populus alba.
La baza desemnării sitului se află mai multe specii protejate:
- plante (1): Stipa austroitalica
- păsări (34): uliu păsărar (Accipiter nisus), stârc cenușiu (Ardea cinerea), ciuf-de-pădure (Asio otus), cucuvea (Athene noctua), șorecarul comun (Buteo buteo), Cettia cetti, barză albă (Ciconia ciconia), barză neagră (Ciconia nigra), șerpar (Circaetus gallicus), erete de stuf (Circus aeruginosus), dumbrăveancă (Coracias garrulus), corb (Corvus corax), Emberiza melanocephala, Falco biarmicus, Falco naumanni, vânturel roșu (Falco tinnunculus), sfrâncioc cu cap roșu (Lanius senator), prigoare (Merops apiaster), gaia neagră (Milvus migrans), gaia roșie (Milvus milvus), codobatură galbenă (Motacilla alba), codobatură de munte (Motacilla cinerea), codobatura galbenă (Motacilla flava), grangur (Oriolus oriolus), ciuf-pitic (Otus scops), viespar (Pernis apivorus), codroș de munte (Phoenicurus ochruros), pitulice de munte (Phylloscopus collybita), ciocănitoarea verde (Picus viridis), sitar de pădure (Scolopax rusticola), graur (Sturnus vulgaris), Sylvia conspicillata, strigă (Tyto alba), pupăză (Upupa epops)
- amfibieni (1): Bombina pachypus
- reptile (2): șarpele cu patru dungi (Elaphe quatuorlineata), țestoasă bănățeană (Testudo hermanni)

Pe lângă speciile protejate, pe teritoriul sitului au mai fost identificate 3 specii de plante, 3 specii de mamifere, 1 specie de nevertebrate, 1 specie de reptile.